# Örnsköldsvik
Örnsköldsvik (kiejtése megközelítően: Örnsöldszvijk) városa, Västernorrland megyében, Örnsköldsvik községben, Svédországban található. Kikötője és szigetvilága a Botteni-öbölben helyezkedik el. A város papírgyártmányok, illetve nehéz gépek exportálásáról ismert.

## Története

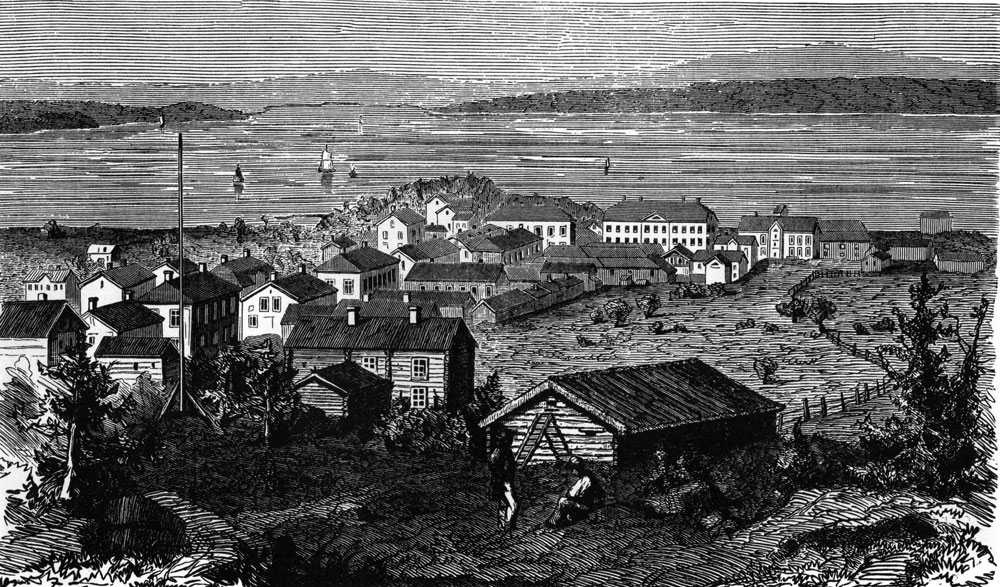
Örnskölsdvik 1861-ben

A város Per Abraham Örnsköld kormányzóról kapta nevét, s szó szerinti fordításban sas-páncél-öbölt (örn-skölds-vik) jelent.
Az első emberi tevékenysége utaló jelek a területen az északi bronzkorból származnak, továbbá egy vaskorból származó, Gene fornby nevet viselő település rekonstrukciója is megtalálható a városon kívül, mely turistaattrakciónak számít. Örnsköldsvik viszonylag fiatal településnek tekinthető, 1842-ben jött létre mint mezőváros, és 1894-ben avanzsált teljes jogú várossá.

## Örnsköldsvik község
Örnsköldsvik város Örnsköldsvik község székhelye. A községnek több mint 55 ezer lakosa van, mely jóval több mint a városé, mivel rengeteg vidéki közösséget foglal magába.

## Gazdaság
Történelmileg a legfontosabb gazdasági tevékenység a kereskedelem, illetve a nehézipar volt. A környező falvakban (mára már beolvadtak Örnsköldsvikbe) két cég emelkedett fel: a Modo, egy papír- és fakitermelő vállalkozás, illetve Hägglunds, mely pedig egy nehézipari vállalat volt. Napjainkban, ennek a két vállalatnak jogutódjai igen fontosak a város számára.
Az "M-real" (a Modo utódja) üzemelteti Európa legnagyobb papírgyárát, Husum városban, mely Örnsköldsviktől 30 km-re található északra. A "Domsjö Fabriker", mely szintén a Modo jogutódja, speciális cellulózmalmokat üzemeltet Örnsköldsvikben, míg a Hägglunds számos kis vállalattá alakult át. Egyik ilyen fontosabb vállalat például a "BAE Systems Hägglunds" nevű, mely a BAE Systems leányvállalata. Más jelentősebb vállalatok örnsköldsviki központtal, például a "Svensk Etanolkemi", egy etanolkészítményeket gyártó vállalat, vagy a "Fjällräven", mely egy túrafelszereléseket készítő cég.

## Híres örnsköldsvikiek
Örnsköldsvik számos világhírű sportoló szülővárosa, itt születtek olyan ismert hokijátékosok, mint Peter Forsberg, Markus Näslund, Niklas Sundström, Victor Hedman és a Sedin ikrek (Daniel és Henrik) és Anders Hedberg. 
A város hokiarénája a Fjällräven center, hokicsapata a Modo.
Itt születtek még:
- Niklas Edin, curlingjátékos.
- Thomas Hammarberg, diplomata és emberjogi aktivista.
- Hans Hedberg, szobrász, keramikus.
- Magdalena Forsberg, sífutó és sílövő.
- Peter Forsberg, jégkorongozó.
- Staffan Götestam, svéd zenész és színész.
- Tomas Haake és Mårten Hagström, a svéd metál zenekar, a "Meshuggah" tagjai.
- Victor Hedman, jégkorongozó.
- Sofia Jakobsson, labdarúgó.
- Malin Moström, labdarúgó.
- Markus Näslund, jégkorongozó.
- Märta Norberg, sífutó.
- Frida Östberg, labdarúgó.
- Miah Persson, szoprán énekesnő.
- Daniel Sedin, jégkorongozó.
- Henrik Sedin, jégkorongozó.
- Niklas Sundström, jégkorongozó.

## Érdekesség
A városról nevezték el a 6795 Örnsköldsvik aszteroidát, melyet az Európai Déli Obszervatórium svéd csillagászai fedeztek fel.

## Testvértelepülések
- - Äänekoski, Finnország
- - Sigdal, Norvégia
- - Hveragerði, Izland
- - Brande, Dánia
- - Tarp, Németország

## Fordítás
- Ez a szócikk részben vagy egészben  az   Örnsköldsvik című angol Wikipédia-szócikk fordításán alapul.  Az eredeti cikk szerkesztőit annak laptörténete sorolja fel. Ez a jelzés csupán a megfogalmazás eredetét és a szerzői jogokat jelzi, nem szolgál a cikkben szereplő információk forrásmegjelöléseként.